# No ordinary lady
No ordinary lady is een single van de Amerikaanse band Orleans. Het was afkomstig van hun album Orleans. De single werd alleen voor radiodoeleinden aangemaakt, verkoopcijfers zijn dan ook niet bekend.